# Ashland (Oregon)
Ashland é uma cidade localizada no estado norte-americano de Oregon, no Condado de Jackson.

Esta cidade singular do Sul de Oregon é quase de inspiração shakespearana pois é sede do maior festival de Bardos dos EUA.

## Demografia
Segundo o censo norte-americano de 2000, a sua população era de 19.522 habitantes. 
Em 2006, foi estimada uma população de 20.881, um aumento de 1359 (7.0%).

## Geografia
De acordo com o United States Census Bureau tem uma área de 
16,8 km², dos quais, nenhum é coberto por água. Ashland localiza-se a aproximadamente 593 m acima do nível do mar.

## Localidades na vizinhança
O diagrama seguinte representa as localidades num raio de 28 km ao redor de Ashland. 